# Sphaerospira reducta
Sphaerospira reducta är en snäckart som först beskrevs av Tom Iredale 1937.  Sphaerospira reducta ingår i släktet Sphaerospira och familjen Camaenidae. Inga underarter finns listade i Catalogue of Life.